# Castillon-en-Auge
Castillon-en-Auge est une commune française du département du Calvados, dans la région Normandie, peuplée de 164 habitants.

## Géographie
| Vieux-Pont-en-Auge |                             | Coupesarte                  |
| Vieux-Pont-en-Auge | Castillon-en-Auge           | Saint-Martin-du-Mesnil-Oury |
| Boissey            | Sainte-Marguerite-de-Viette |                             |

### Hydrographie
La commune est située dans le bassin Seine-Normandie. Elle est drainée par le ruisseau de Castillon, le ruisseau de la Garenne, le Douet Pisseux, le Douet de la Gendrerie, le ruisseau de la Fontaine Heurtas, le fossé 04 de la Chapelle, le fossé 02 d'Houlbec et le fossé 01 de Houlbec,,.

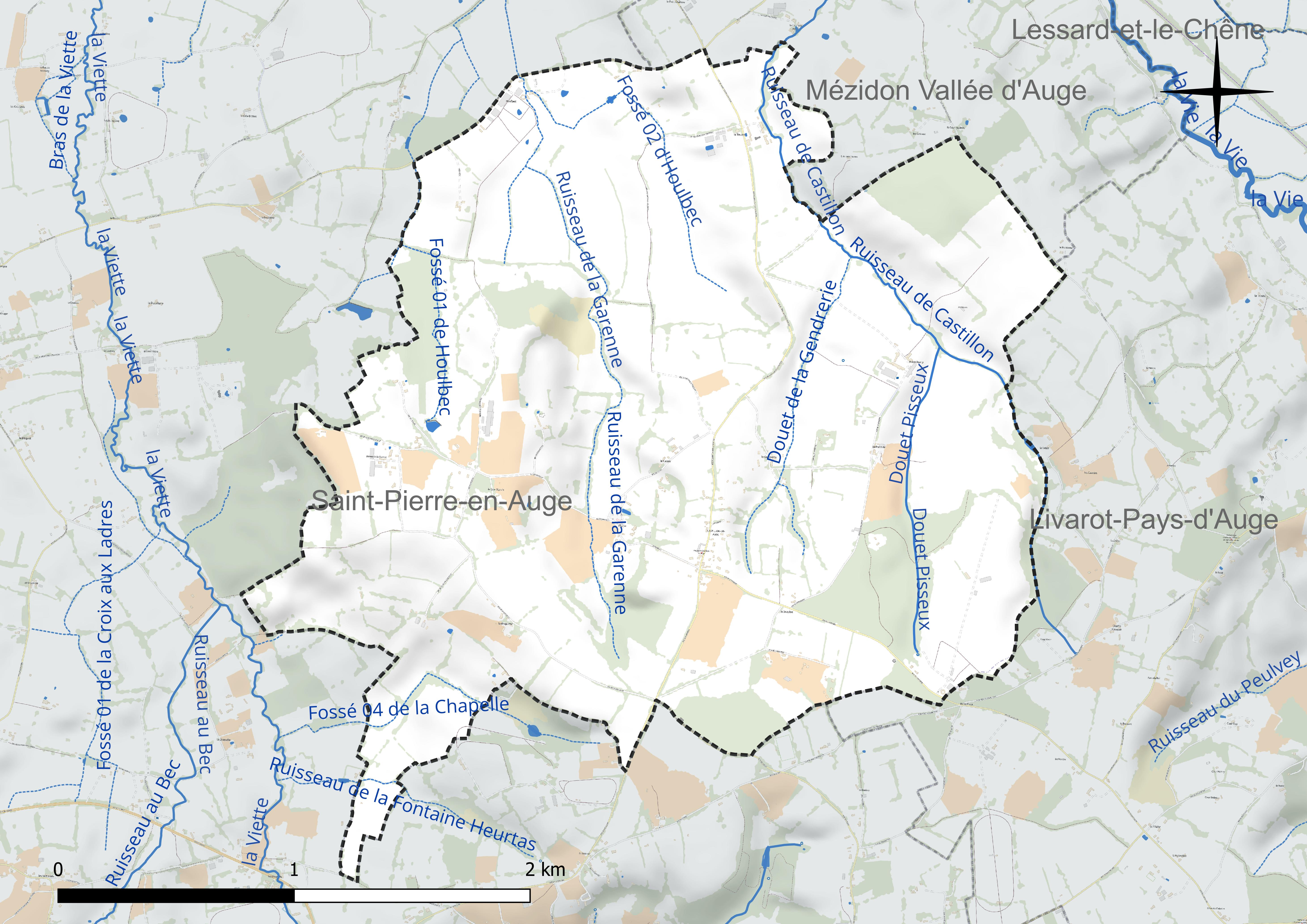
Réseau hydrographique de Castillon-en-Auge.

### Climat
Pour des articles plus généraux, voir Climat de la Normandie et Climat du Calvados.
En 2010, le climat de la commune est de type climat océanique franc, selon une étude du CNRS s'appuyant sur une série de données couvrant la période 1971-2000. En 2020, Météo-France publie une typologie des climats de la France métropolitaine dans laquelle la commune est exposée à un climat océanique et est dans la région climatique  Normandie (Cotentin, Orne), caractérisée par une pluviométrie relativement élevée (850 mm/a) et un été frais (15,5 °C) et venté.
Pour la période 1971-2000, la température annuelle moyenne est de 10,3 °C, avec  une amplitude thermique annuelle de 13 °C. Le cumul annuel moyen de précipitations est de 806 mm, avec 12,2 jours de précipitations en janvier et 8,1 jours en juillet. Pour la période 1991-2020, la température moyenne annuelle observée sur la station météorologique la plus proche, située sur la commune de Saint-Pierre-en-Auge à 9 km à vol d'oiseau, est de 11,3 °C et le cumul annuel moyen de précipitations est de 677,1 mm,. Pour l'avenir, les paramètres climatiques de la commune estimés pour 2050 selon différents scénarios d'émission de gaz à effet de serre sont consultables sur un site dédié publié par Météo-France en novembre 2022.

## Urbanisme

### Typologie
Au 1er janvier 2024, Castillon-en-Auge est catégorisée commune rurale à habitat très dispersé, selon la nouvelle grille communale de densité à 7 niveaux définie par l'Insee en 2022.
Elle est située hors unité urbaine. Par ailleurs la commune fait partie de l'aire d'attraction de Lisieux, dont elle est une commune de la couronne,. Cette aire, qui regroupe 57 communes, est catégorisée dans les aires de 50 000 à moins de 200 000 habitants,.

### Occupation des sols
L'occupation des sols de la commune, telle qu'elle ressort de la base de données européenne d'occupation biophysique des sols Corine Land Cover (CLC), est marquée par l'importance des territoires agricoles (93,8 % en 2018), une proportion identique à celle de 1990 (93,8 %). La répartition détaillée en 2018 est la suivante : 
prairies (80,4 %), terres arables (13,4 %), forêts (6,2 %). L'évolution de l'occupation des sols de la commune et de ses infrastructures peut être observée sur les différentes représentations cartographiques du territoire : la carte de Cassini (XVIIIe siècle), la carte d'état-major (1820-1866) et les cartes ou photos aériennes de l'IGN pour la période actuelle (1950 à aujourd'hui).

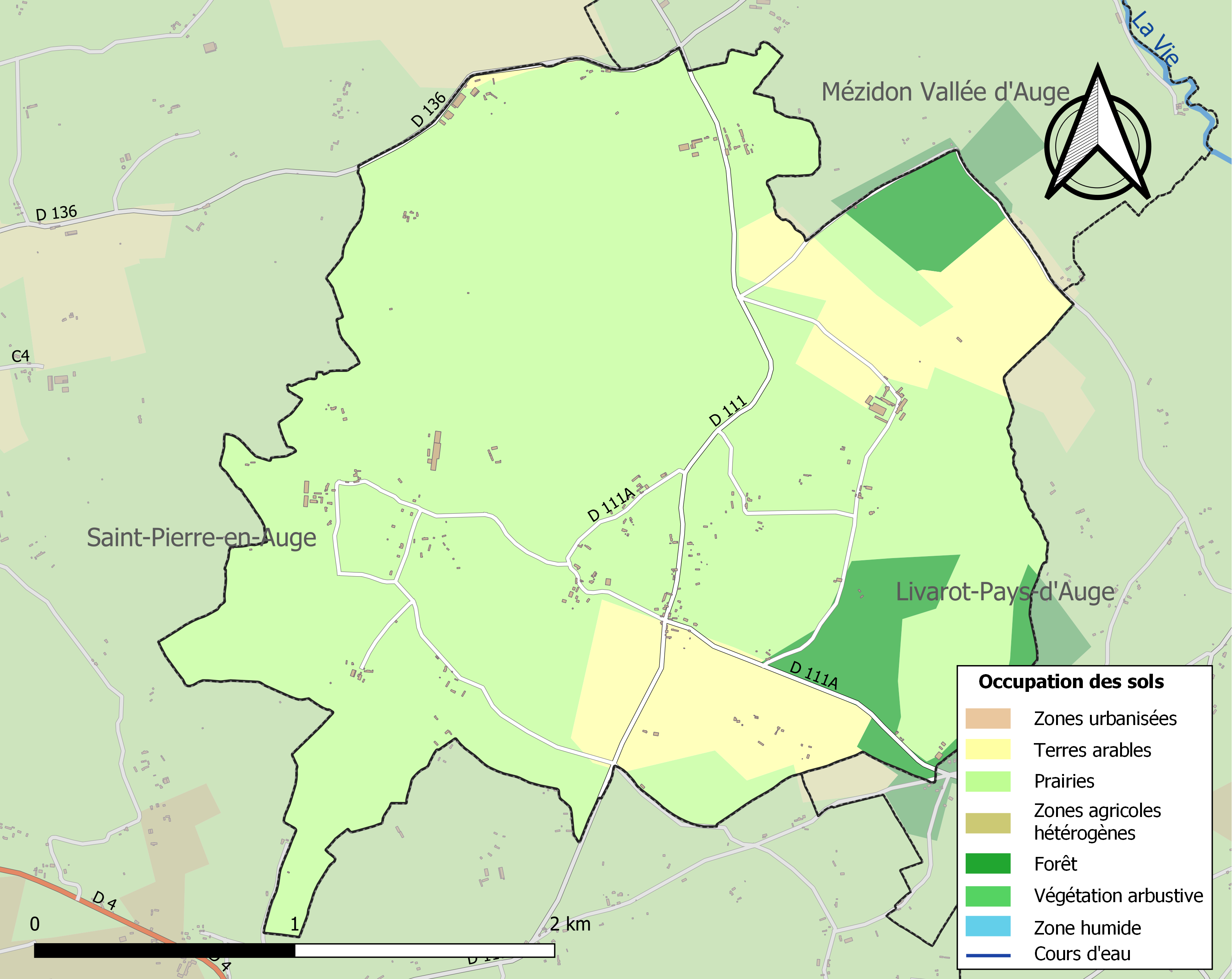
Carte des infrastructures et de l'occupation des sols de la commune en 2018 (CLC).

## Toponymie
Le nom de la localité est attesté sous les formes Castellione en 1108, Casteillun en 1185 et en 1189.
Le nom de Castillon trouve son origine dans le mot castellionem qui aboutit dans les dialectes normand et picard, à castillon, qui signifie « petit château ». Il a, parfois, été donné à des sommets rocheux dont la forme évoquait, de loin, un château.
Le pays d'Auge est une région naturelle et traditionnelle de Normandie.

## Politique et administration
| Période                                  | Période   | Identité         | Étiquette | Qualité                 |
| ---------------------------------------- | --------- | ---------------- | --------- | ----------------------- |
| 1989                                     | mars 2001 | Jean Piel        | SE        | Agriculteur             |
| mars 2001                                | En cours  | Gérard Vacquerel | DVG       | Directeur d'association |
| Les données manquantes sont à compléter. |           |                  |           |                         |

## Démographie
L'évolution du nombre d'habitants est connue à travers les recensements de la population effectués dans la commune depuis 1793. Pour les communes de moins de 10 000 habitants, une enquête de recensement portant sur toute la population est réalisée tous les cinq ans, les populations de référence des années intermédiaires étant quant à elles estimées par interpolation ou extrapolation. Pour la commune, le premier recensement exhaustif entrant dans le cadre du nouveau dispositif a été réalisé en 2007.
En 2022, la commune comptait 164 habitants, en évolution de −1,8 % par rapport à 2016 (Calvados : +1,58 %, France hors Mayotte : +2,11 %).
| 1793 | 1800 | 1806 | 1821 | 1831 | 1836 | 1841 | 1846 | 1851 |
| ---- | ---- | ---- | ---- | ---- | ---- | ---- | ---- | ---- |
| 406  | 386  | 416  | 352  | 355  | 345  | 363  | 316  | 299  |

| 1856 | 1861 | 1866 | 1872 | 1876 | 1881 | 1886 | 1891 | 1896 |
| ---- | ---- | ---- | ---- | ---- | ---- | ---- | ---- | ---- |
| 261  | 274  | 264  | 278  | 285  | 275  | 266  | 271  | 235  |

| 1901 | 1906 | 1911 | 1921 | 1926 | 1931 | 1936 | 1946 | 1954 |
| ---- | ---- | ---- | ---- | ---- | ---- | ---- | ---- | ---- |
| 265  | 246  | 218  | 180  | 199  | 173  | 188  | 202  | 199  |

| 1962 | 1968 | 1975 | 1982 | 1990 | 1999 | 2006 | 2007 | 2012 |
| ---- | ---- | ---- | ---- | ---- | ---- | ---- | ---- | ---- |
| 155  | 119  | 120  | 101  | 101  | 130  | 140  | 141  | 166  |

| 2017 | 2022 | - | - | - | - | - | - | - |
| ---- | ---- | - | - | - | - | - | - | - |
| 166  | 164  | - | - | - | - | - | - | - |

## Lieux et monuments

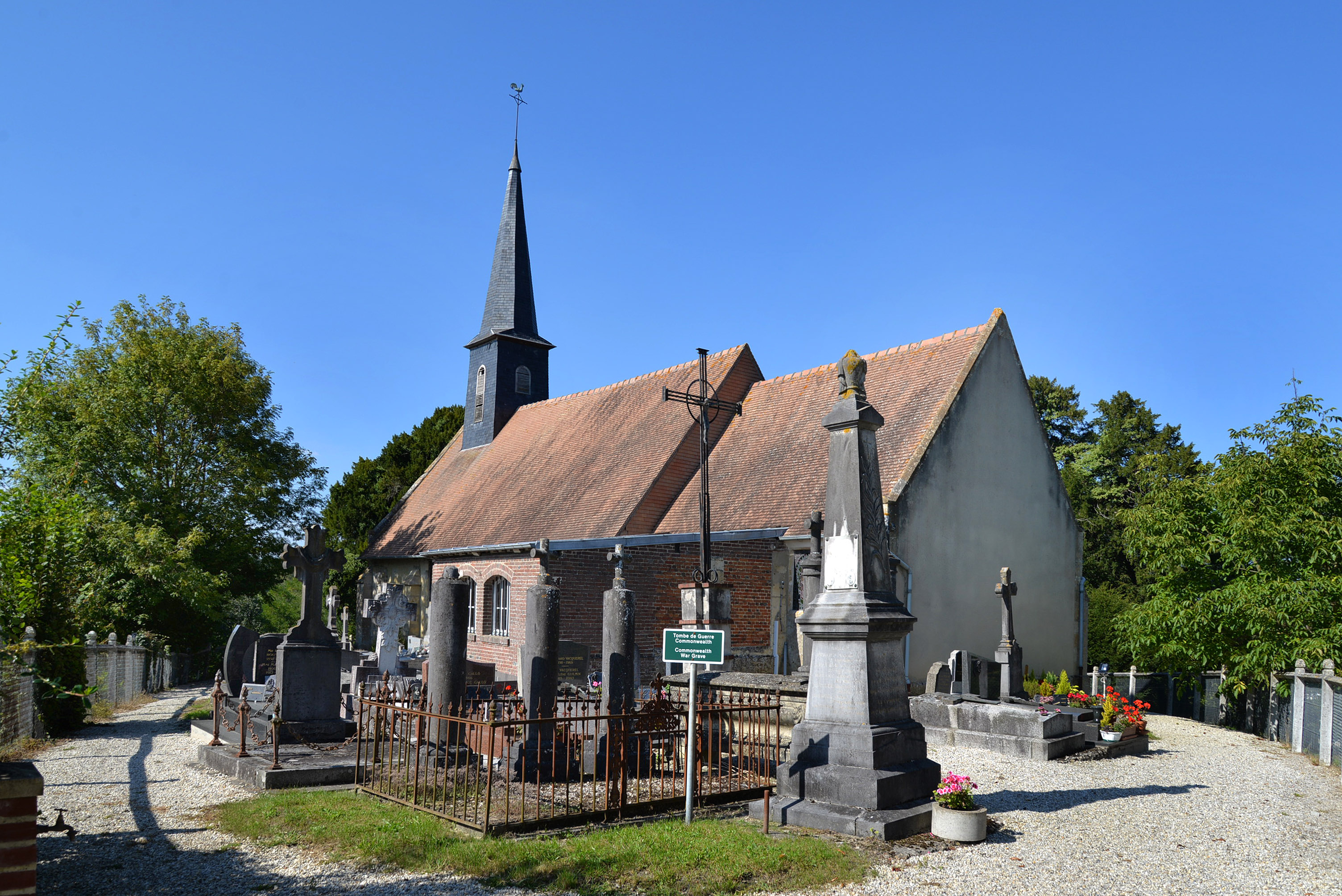
Le monument aux morts et l'église Notre-Dame.

- Église de l'Assomption-de-Notre-Dame de Castillon-en-Auge du XIIIe siècle. Elle contient un retable dédié à la Vierge. Celui-ci est encadré par la statue de saint Sébastien à gauche et par celle d'un évêque à droite.